# Walter Luchetti
Walter Luchetti (26 de agosto de 1937) é um político italiano que serviu como Ministro da Agricultura entre 1995 e 1996.

## Biografia
Luchetti nasceu em Marsciano, Perugia, a 26 de agosto de 1937. Ele foi nomeado Ministro da Agricultura no governo liderado pelo primeiro-ministro Lamberto Dini em janeiro de 1995. Luchetti serviu no cargo por um ano até maio de 1996.